# Piz Morteratsch
O Piz Morteratsch é uma montanha do Maciço de Bernina, nos Alpes Centrais Orientais. Tem 3751 m de altitude, 321 m de proeminência topográfica e fica na Suíça.
O Piz Morteratsch fica perto de St. Moritz, um dos centros de esqui mais conhecidos dos Alpes suíços. A leste do Piz Morteratsch fica o glaciar Morteratsch e a sudoeste o glaciar Tschierva.

## Classificação SOIUSA
Segundo a classificação SOIUSA, o Piz Morteratsch  pertence:
- Grande parte: Alpes Orientais
- Grande setor: Alpes Centrais Orientais
- Secção: Alpes Réticos Ocidentais
- Subsecção: Alpes de Bernina
- Supergrupo: Cadeia Bernina-Scalino
- Grupo: Maciço de Bernina

## Panorama

Panorama do Diavolezza. Da esquerda para a direita: Piz Palü, Bellavista, Crast' Agüzza (pequeno pico rochoso no meio), Piz Bernina e Piz Morteratsch.